# Dezyderata
Dezyderata, česky Desiderata nebo Co je žádoucí, je lesní naučná stezka či kontemplativní/relaxační stezka. Je postavená na motivy populární básně v próze „Desiderata“, která byla napsaná v roce 1927 americkým právníkem a filosofem Maxem Ehrmannem (1872–1945). Naučná stezka se nachází v Arboretu Bramy Morawskiej v městském lese Obora v městské čtvrti Obora města Racibórz (Ratiboř) v jižním Polsku. Geograficky se nachází také v okrese Ratiboř v pohoří Płaskowyż Rybnicki v krajinném parku Park Krajobrazowy Cysterskie Kompozycje Krajobrazowe Rud Wielkich ve Slezském vojvodství.

## Historie a popis stezky
Naučná stezka Dezyderata má 11 zastavení na nichž jsou na lakovaných dřevěných informačních panelech vyryty úryvky z polského překladu nejznámější básně Maxe Ehrmanna. Informační panely jsou neinvazivním způsobem připevněné na stromy u stezky. Na stezce lze rozjímat nad slovy ikonické básně s filosofickým, mravním a moudrým posláním. Kontemplativní charakter stezky neruší hluk civilizace. Les, „ticho“, zvuky přírody a odlehlost od ruchu města - to vše napomáhá soustředění, relaxaci a lepšímu pochopení textu básně. Báseň již více než 80 let inspiruje lidi na celém světě a spojuje všechny - od církevních kruhů přes hippies a další filosofie a vede k zamyšlení nad životem a sebou samým. Stezku vytvořila v roce 2021 polská výtvarnice Aleksandra Kotala, absolventka Wydziału Edukacji Artystycznej PWSZ w Raciborzu. Stezka také vede přes vyhlídku Markowické panoráma.

## Další informace
Naučná stezka Dezyderata je celoročně volně přístupná.

## Galerie

Nápisy u trasy stezky
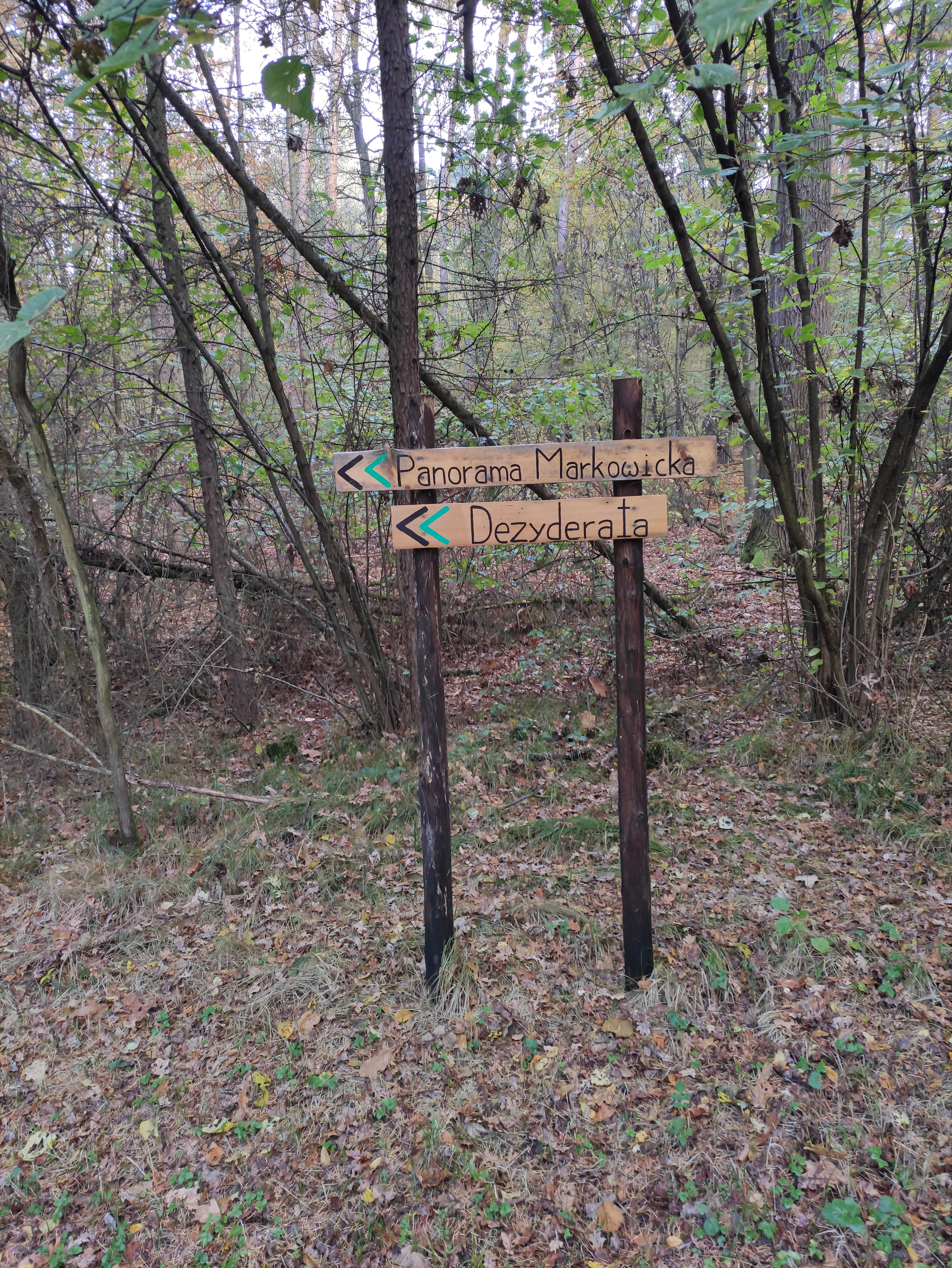
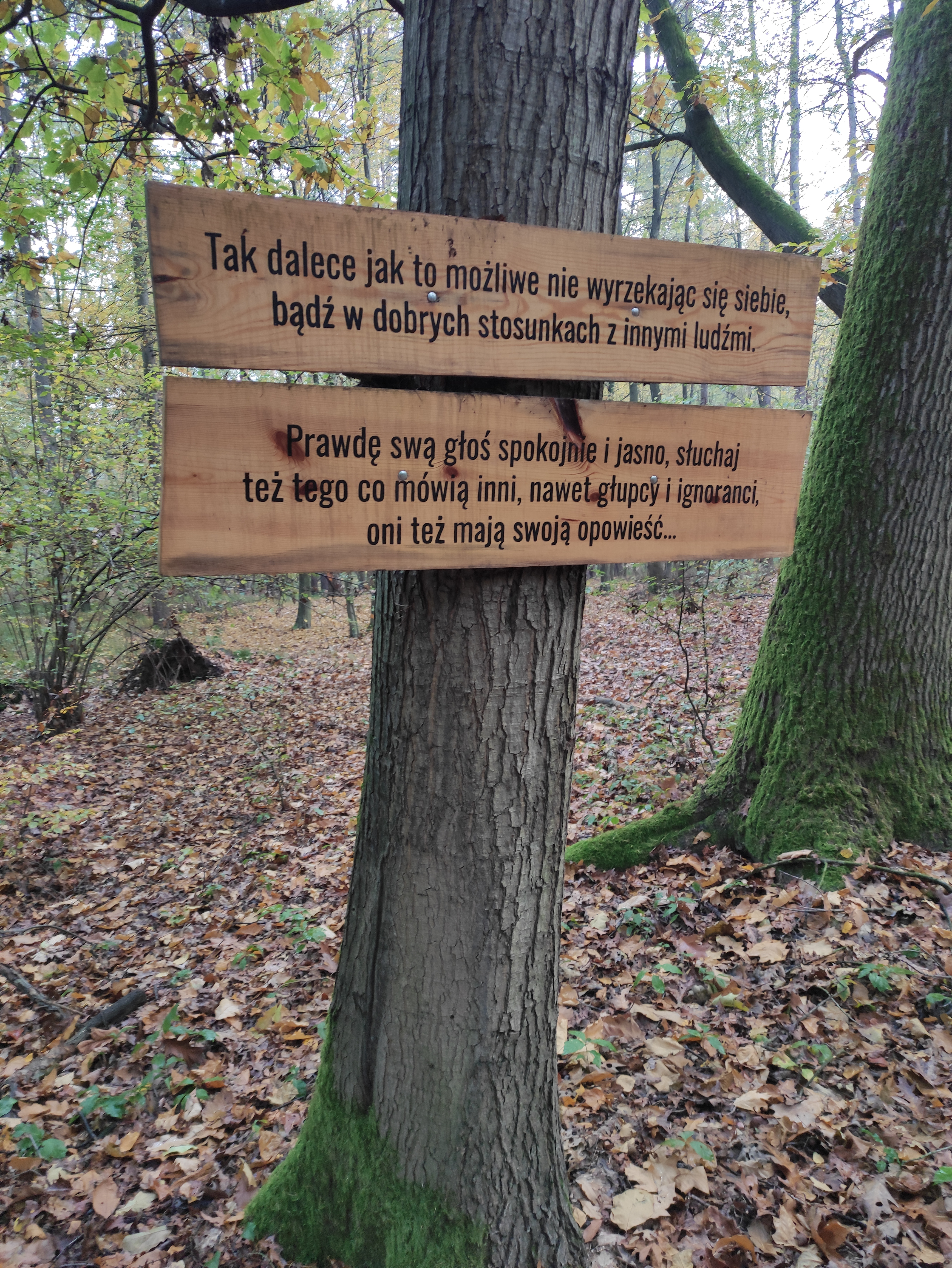
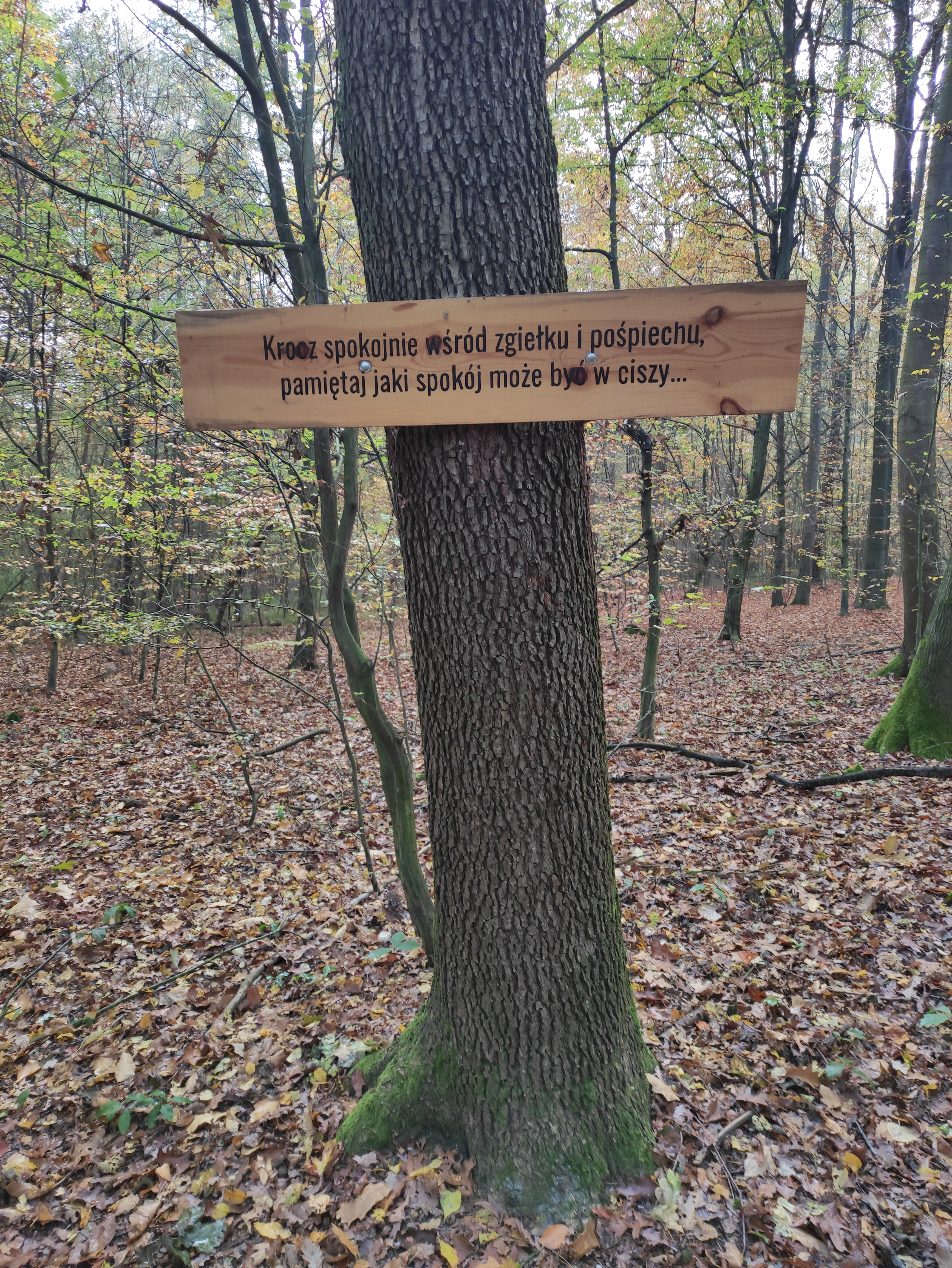
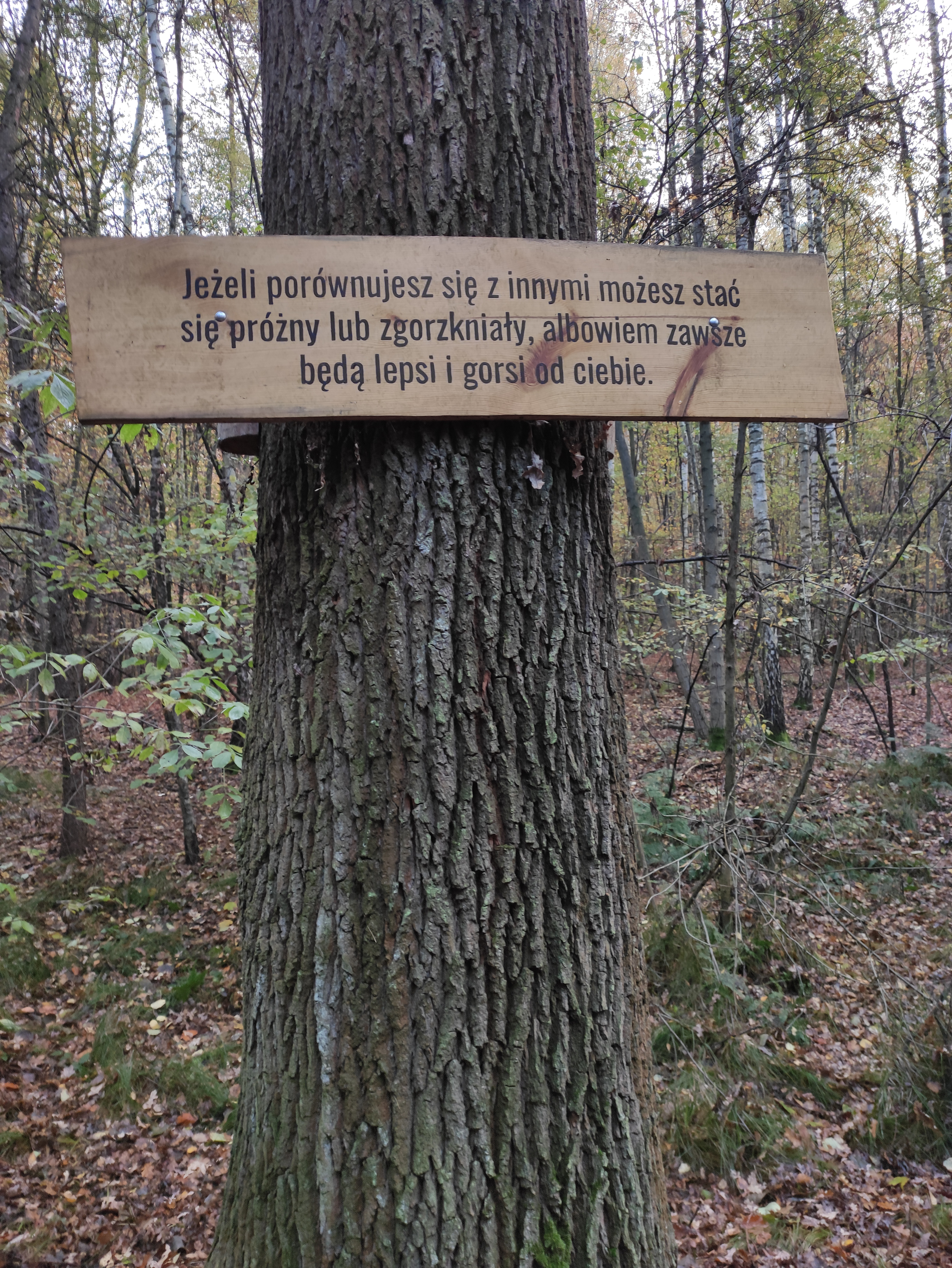
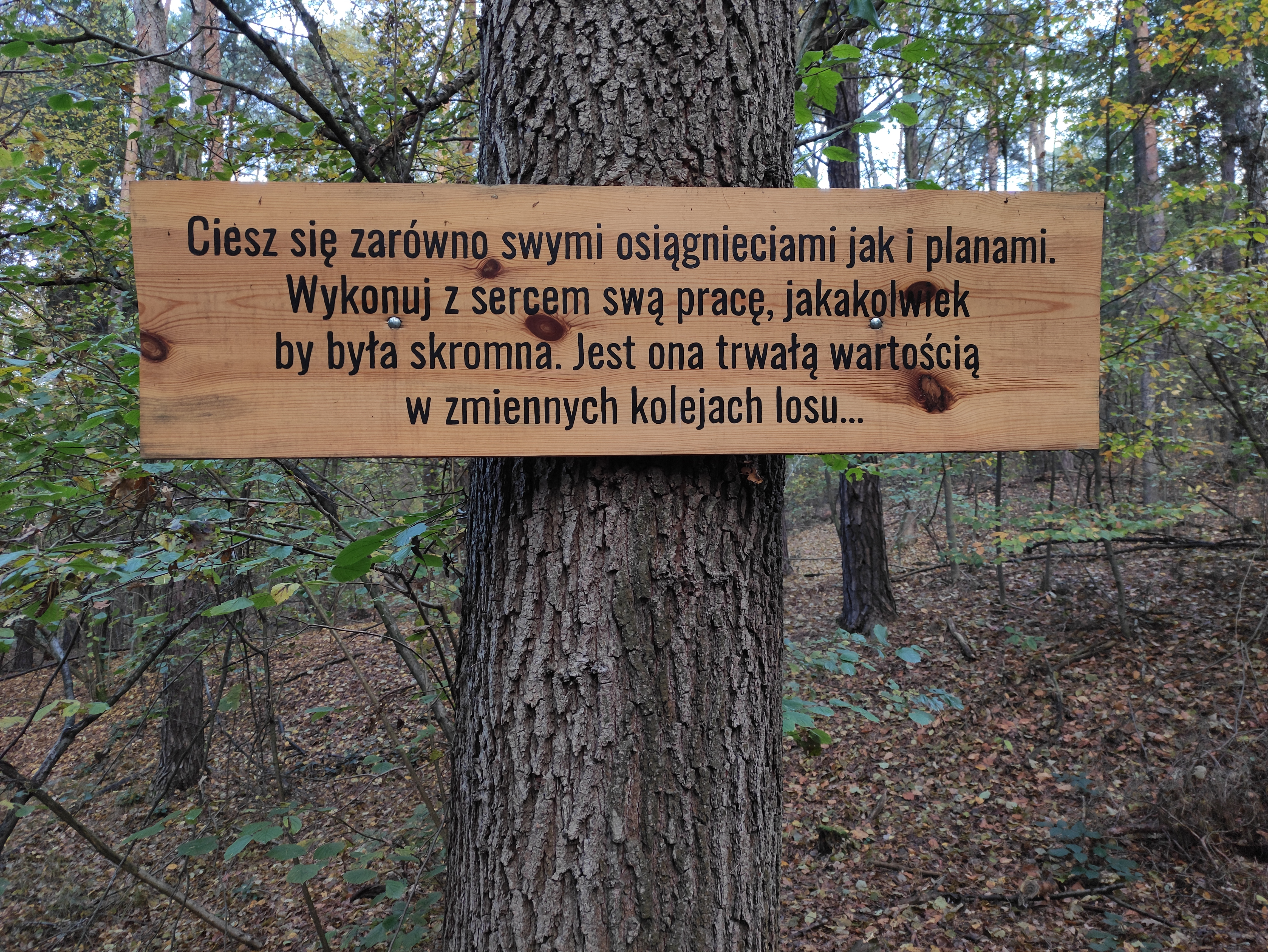
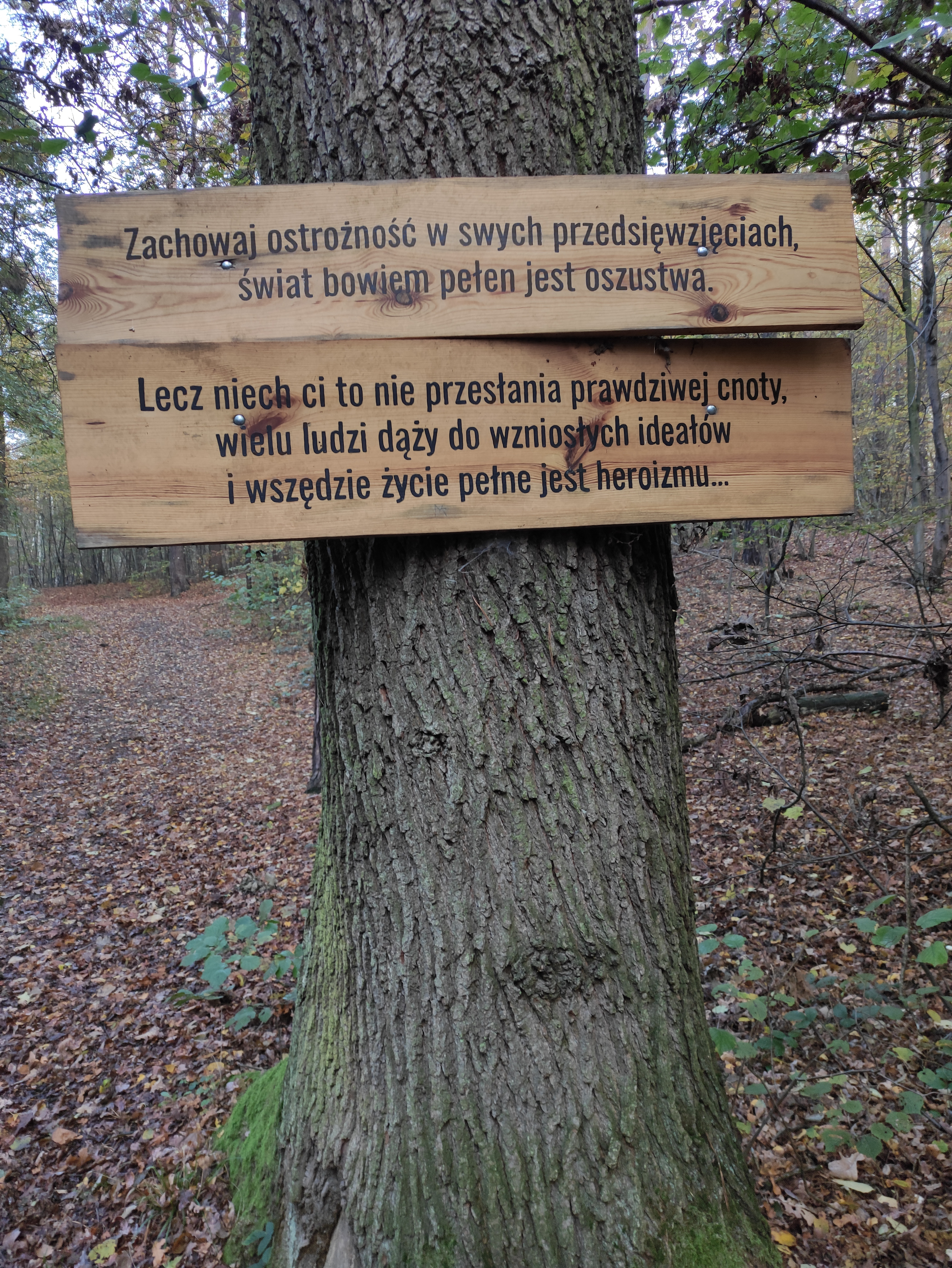
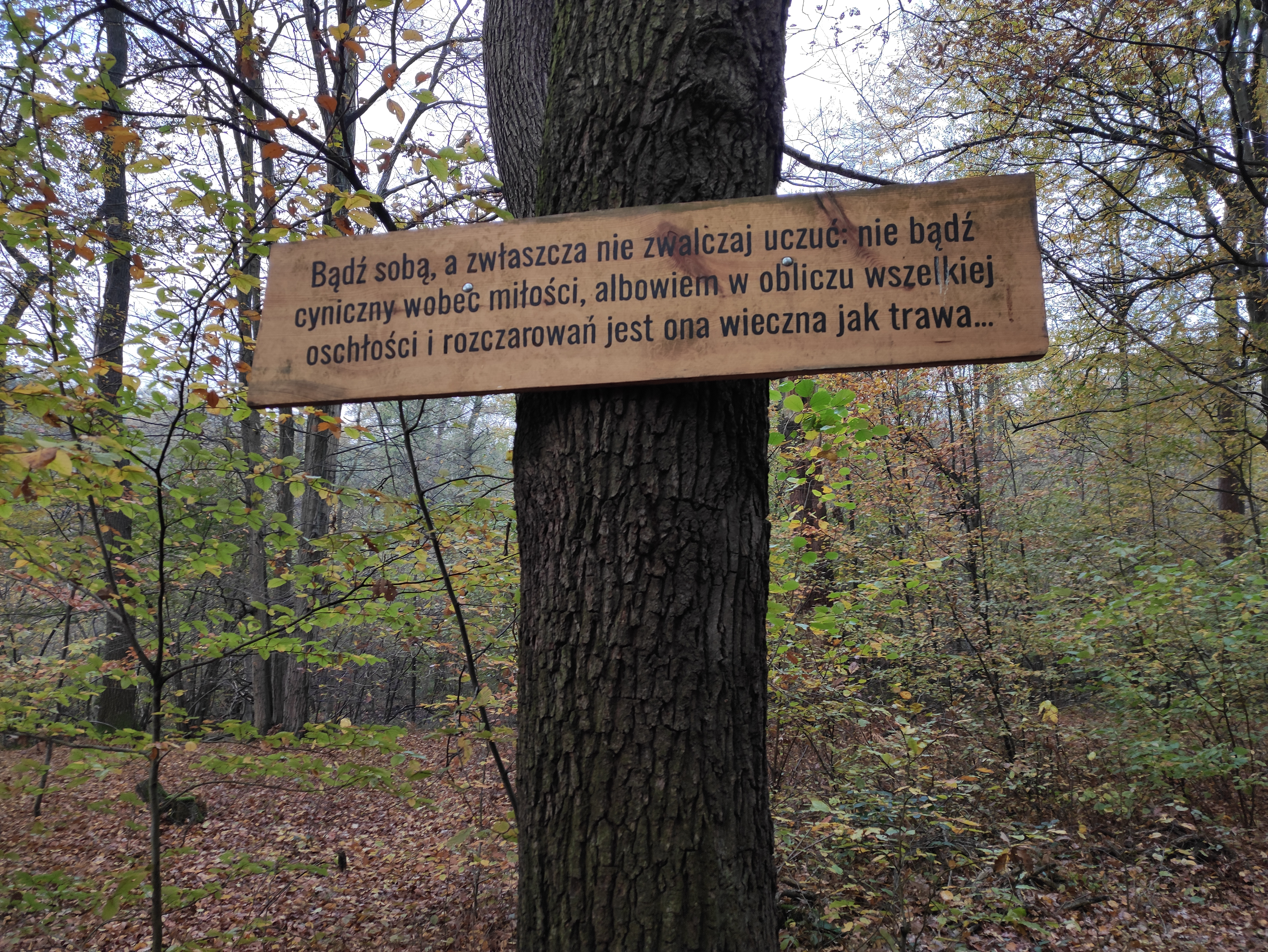
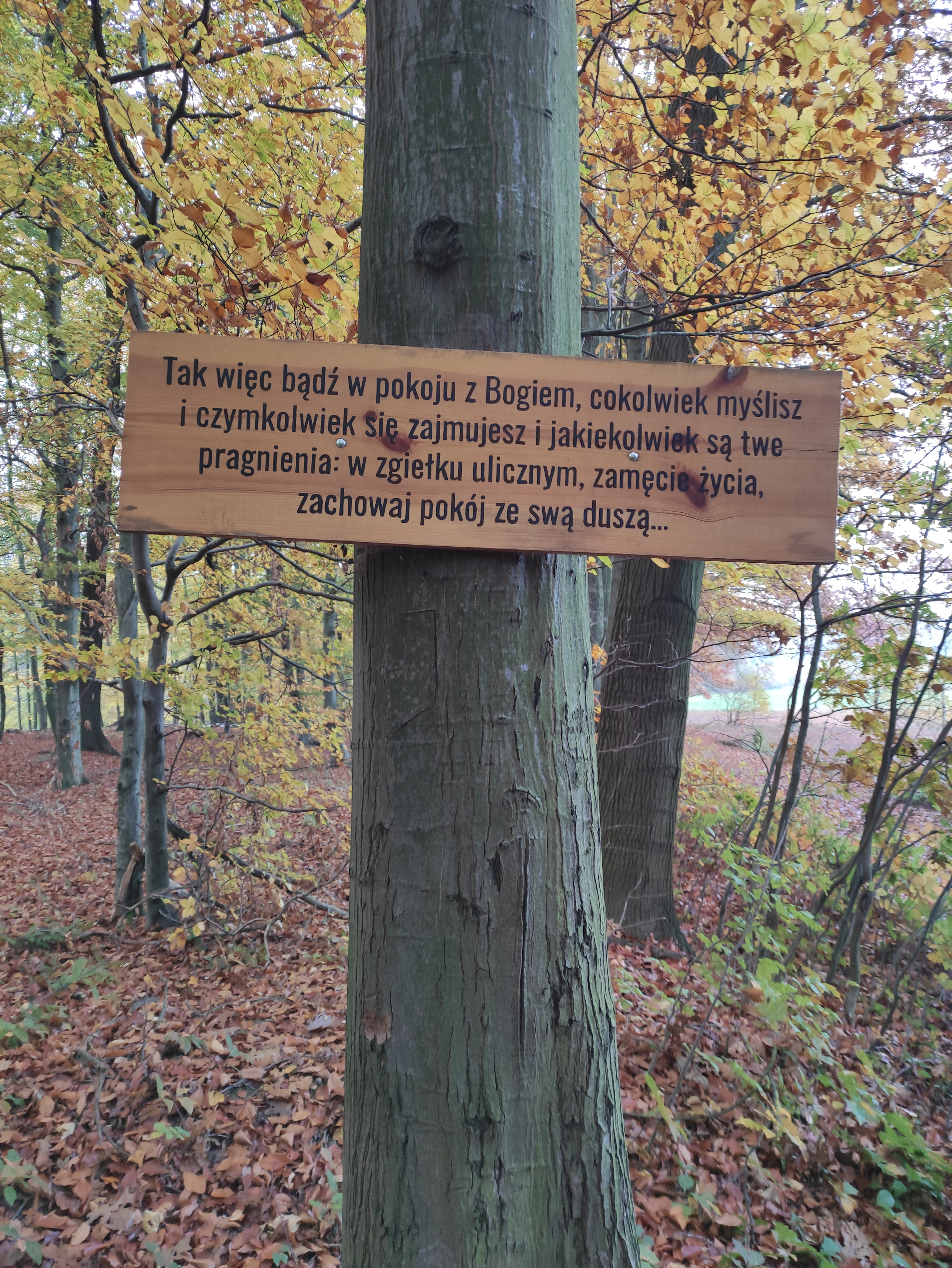
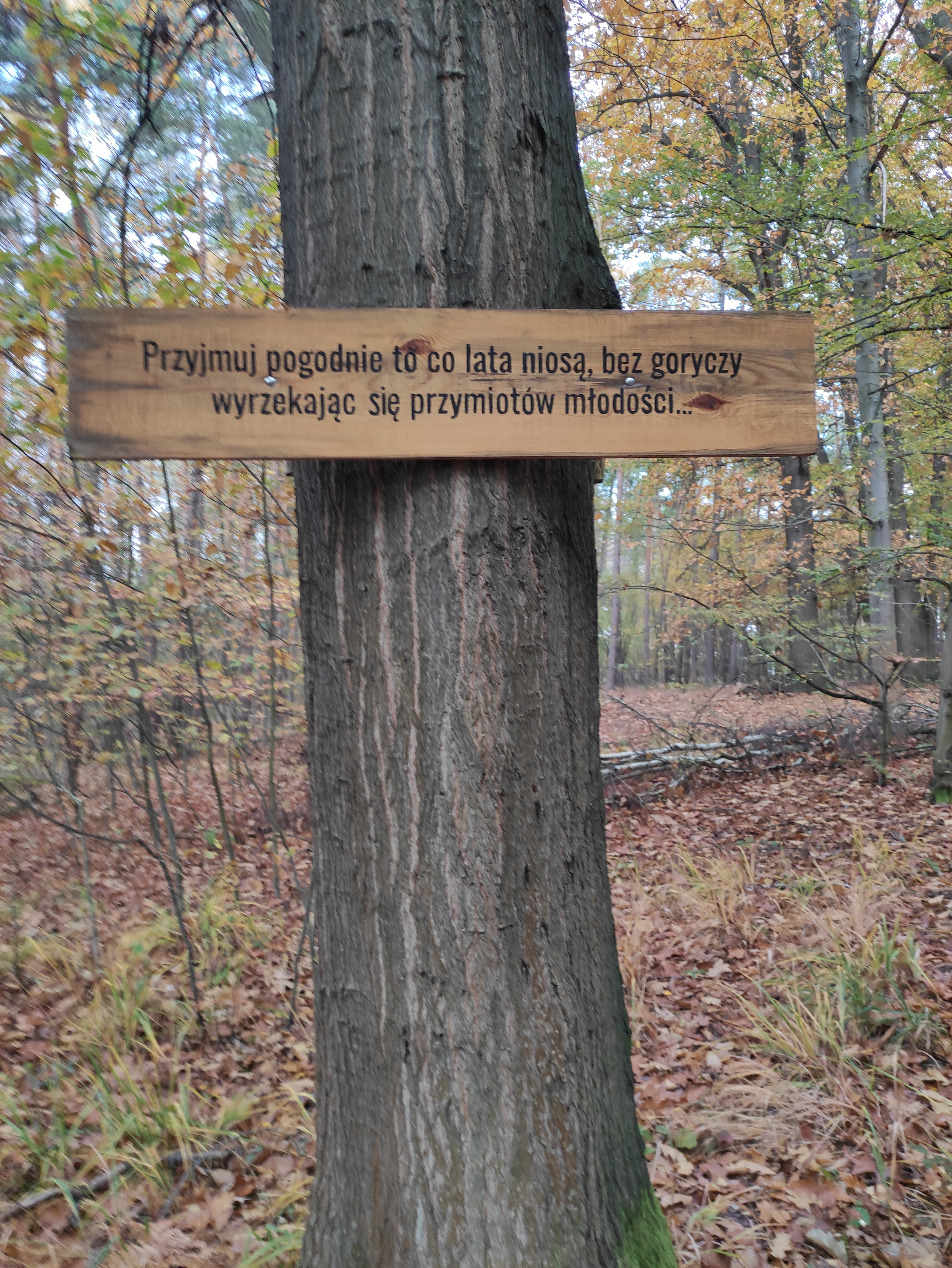